# NGC 2325
NGC 2325 é uma galáxia elíptica (E4) localizada na direcção da constelação de Canis Major. Possui uma declinação de -28° 41' 52" e uma ascensão recta de 7 horas, 02 minutos e 40,2 segundos.
A galáxia NGC 2325 foi descoberta em 1 de Fevereiro de 1837 por John Herschel.